# Gateway (personaje)
Gateway (conocido como Pórtico en España) es un superhéroe ficticio que aparece en los cómics estadounidenses publicados por Marvel Cómics. El personaje ha sido representado como un mutante australiano con la capacidad de teletransportar objetos y personas de un lugar a otro. Se le considera un miembro no oficial de los X-Men.

## Historial de publicaciones
Fue creado por Chris Claremont y Marc Silvestri y debutó en Uncanny X-Men vol. 1 # 229, en mayo de 1988.

## Biografía ficticia
Gran parte del pasado de Gateway sigue siendo un misterio hasta el día de hoy, incluyendo el lugar exacto de su nacimiento y hasta su nombre. Se sabe que es un aborigen que parece haber crecido en el Outback de Australia.
Se sabe que fue forzado a unirse al grupo criminal conocido como los Reavers, después de que estos descubrieron sus poderes y lo amenazaron con destruir un lugar sagrado para los aborígenes si no seguía sus órdenes. Lo han llamado "Gateway" en referencia a su capacidad de crear portales entre dos puntos en el espacio. Algún tiempo después, los X-Men, que eran considerados por el mundo como muertos en Dallas, Texas, aparecieron en el Outback y luchó contra los Reavers en su propia sede. Uno de los Reavers, Skullbuster, al tratar de escapar de la pelea, dijo a Gateway que él lo liberaría de todas sus obligaciones para con ellos si les ayudaba a escapar.
Los X-Men se instalan en el antiguo escondite de los Reavers y Gateway comienza a usar voluntariamente sus poderes para ayudarlos. Inicialmente, dado que parece incapaz o no quiere hablar, Psylocke usa sus poderes telepáticos para comunicarle a Gateway a dónde desean ir los X-Men. Sin embargo, pronto se dan cuenta de que él siempre conoce su destino deseado sin que se lo digan. También usó Dreamtime para observar el comienzo de la corrupción de la aliada de los X-Men, Madelyne Pryor, por parte de los demonios del Limbo, y optó por no intervenir ni alertar a ninguno de los X-Men sobre el creciente peligro en su patio trasero. porque ese no era su propósito en el esquema de las cosas.
Cuando Gateway teletransportó a las X-Men femeninas al centro comercial Hollywood Mall en Los Ángeles, Júbilo, una rata adolescente huérfana, notó su llegada inusual y resultó ser una mutante. Admirando a las cuatro hermosas damas, Júbilo las siguió en secreto durante todo el día y finalmente fue rescatada por ellas de un grupo de cazadores mutantes. Cuando Gateway transportó a las X-mujeres de regreso a Australia, deliberadamente dejó su portal abierto más tiempo del necesario. Jubilee vio esto y saltó tras ellos, encontrándose recibida por Gateway. Luego le señaló un escondite secreto debajo de la base de los Reavers y durante algún tiempo Júbilo vivió justo debajo de las narices de los X-Men sin que ellos se dieran cuenta.
Poco después, los Reavers, ahora dirigidos por Donald Pierce, regresaron para recuperar su base. Hicieron su movimiento cuando los X-Men estaban en una misión, pero Gateway logró contactar a Psylocke, no obstante. A través de Dreamtime, Gateway envió al telepático X-Man una visión precognitiva, alertándola del cruel destino que los Reavers les tenían reservado. Psylocke se tomó la advertencia en serio y, cuando Gateway teletransportó a los X-Men de regreso al Outback, convenció a los otros X-Men de pasar a través del Siege Perilous, un portal de cristal mágico que los enviaría a un nuevo lugar de vida. Aunque les robaron su venganza, los Reavers aún capturaron al desprevenido Wolverine cuando regresó de una breve licencia unos días después. Lo torturaron durante días, y Gateway no pudo ayudarlo, ya que una vez más se vio obligado a obedecer a los Reavers. Sin embargo, Wolverine logró escapar con la ayuda de Júbilo, revelando en el proceso que deliberadamente arregló que Júbilo estuviera cerca para este mismo propósito.
Más recientemente, él aparece en el Instituto Xavier en Massachusetts, donde la Generación X está entrenando, con una niña. Cuando se encuentra con Banshee, simplemente pronuncia la palabra "Penitencia", que se supone que es el nombre de la niña. Gateway continuaría apareciendo esporádicamente alrededor de la Generación X durante algún tiempo, a menudo en presencia de las gemelas fusionadas de St. Croix, Nicole y Claudette, con quienes aparentemente tenía una relación de maestro-alumno.
Tiempo después, Gateway se apareció ante los X-Treme X-Men, poco después de la muerte de Psylocke, y reveló que él es el ancestro de Bishop y su hermana Shard.
Lo que Gateway hizo desde entonces es desconocido. Él se reveló como uno de los mutantes que conservaron sus poderes después del "Día-M".
Más tarde, Hombre de Hielo y Bala de Cañón, descubrieron que Gateway fue uno de los mutantes "testigos", que los Merodeadores estaban matando, junto con Cable, Vargas y El Testigo, debido a su poder de ver hacia el futuro. Los Merodeadores más tarde, le revelan a Mr. Siniestro que Gateway y los demás han sido asesinados. Pero más adelante, se revela que Gateway sobrevivió al intento de asesinato y ahora es el maestro de Eden Fesi, un hombre joven con el poder de manipular la realidad misma.
Más tarde, el miembro de la nueva Fuerza-X, Fantomex, es asesinado por Skinless Man y esto corta la conexión entre él y Ultimátum, el guardián Weapon XV. Ultimatón vuelve a su programación centinela básica para matar a todos los mutantes y rompe el cuello de Gateway antes de explotar en un infierno nuclear, destruyendo Caverna X. Psylocke puede usar sus poderes telepáticos para permitir que Gateway cree un último portal antes de morir y salvar a Fuerza-X.
Gateway es visto como uno de los muchos mutantes resucitados que ahora residen en la nación insular de Krakoa.

## Poderes y habilidades
Gateway es un mutante con la habilidad de la teleportación y habilidades psíquicas.
Gateway crea agujeros de gusano que permiten viajar a través del espacio, el tiempo y las dimensiones. Abre estas puertas haciendo girar su bramido sobre su cabeza. Las pasarelas se pueden utilizar tanto para la observación como para el transporte. No se han mostrado límites para el rango de teletransportación de Gateway o la masa que puede transportar. Ha, por ejemplo, transportado a los X-Men de Australia a los Estados Unidos y de regreso usando sus poderes, así como transportarlos transdimensionalmente a otra Tierra. También abrió puertas al pasado.
Gateway también puede entrar en los sueños de las personas. Allí puede interactuar directamente con los elementos del sueño, e incluso atraer a otras personas al sueño.
Gateway también posee habilidades psiónicas que le permiten comunicarse con telépatas. Gateway una vez habló psiónicamente con el miembro telepático Cámara de la Generación X, además de comunicarse psiónicamente regularmente con las gemelas St. Croix, luego disfrazadas de su hermana mayor M.
También se ha insinuado que posee un recuerdo total o memoria eidética, ya que se reveló en la línea de tiempo alternativa de la Era de Apocalipsis que sus poderes de manipulación del espacio-tiempo le permiten ser prácticamente omnisciente, como se describe como "el depósito del conocimiento de la humanidad, el índice viviente de cada trozo de información ganado con tanto esfuerzo en nuestro ascenso desde el salvaje salvajismo".

## Otras versiones

### Era de Apocalipsis
En esta realidad, Gateway pasa la mayor parte de su tiempo en la Montaña Wundagore, tratando de absorber físicamente todo el conocimiento en formato audiovisual de cientos de televisores y computadoras usando sus poderes para ralentizar el tiempo y deformar el espacio antes de que las fuerzas del Apocalipsis destruyan todo. El Arma X viaja a la casa de Gateway para reclutarlo en un esfuerzo por dar un golpe demoledor a las fuerzas norteamericanas de Apocalipsis. Gateway, que es muy hablador en esta realidad, accede a escuchar después de que su guardaespaldas, Carol Danvers, se sacrifique en una batalla contra Donald Pierce. Gateway finalmente acepta liderar la fuerza de ataque cuando se enfrenta a la imagen holográfica de una víctima moribunda de dieciséis años de uno de los Infinitos de Apocalipsis. Más tarde fue capturado y encarcelado en la misteriosa ciudad flotante conocida solo como El Cielo. Gateway finalmente fue rescatado por los esfuerzos combinados de Amazing X-Men y el equipo Uncanny X-Force, pero más tarde la versión AoA de William Stryker informa que murió en acción.

### Dinastía de M
Gateway formó parte del ejército de aliados de Magneto, para conquistar Genosha.

## En otros medios

### Videojuegos
- Gateway aparece en el videojuego X-Men Legends, donde se le ve sirviendo a la Hermandad de mutantes diabólicos para teletransportarlos del Ecuador a la guarida de Magneto. Gateway luego ayudó a los X-Men a perseguir a la Hermandad.
- Gateway hace una aparición en Marvel Heroes. Aparece en el Instituto Xavier, lo que le permite al jugador reproducir los capítulos anteriores del juego.
- Gateway aparece al final de cada nivel en X-Men: The Ravages of Apocalypse para transportar al jugador al siguiente.